# Graniczna Placówka Kontrolna Gubin
Graniczna Placówka Kontrolna Gubin – zlikwidowany pododdział Wojsk Ochrony Pogranicza wykonujący kontrolę graniczną osób, towarów i środków transportu bezpośrednio w przejściach granicznych na granicy granicy z Niemiecką Republiką Demokratyczną/Republiką Federalną Niemiec.
Graniczna Placówka Kontrolna Straży Granicznej w Gubinie – zlikwidowana graniczna jednostka organizacyjna Straży Granicznej wykonująca kontrolę graniczną osób, towarów i środków transportu bezpośrednio w przejściach granicznych na granicy z granicy państwowej z Republiką Federalną Niemiec.

## Formowanie i zmiany organizacyjne
W październiku 1945 Naczelny Dowódca  WP nakazywał sformować na granicy 51 przejściowych punktów kontrolnych.
Graniczna placówka kontrolna Gubin powstała w 1945, jako kolejowy przejściowy punkt kontrolny III kategorii o etacie nr 8/12 . Obsada PPK składała się z 10 żołnierzy i 1 pracownika cywilnego.
Dowódca Okręgu Wojskowego nr III Poznań, rozkazem organizacyjnym nr 2 z 8 listopada 1945, nakazał sformować na terenie Gubina dwa przejściowe punkty kontrolne kategorii III według etatu 8/12:
- PPK nr 4 – kolejowy III kategorii[5] (w okolicach wioski Zamsz)
- PPK nr 5 – drogowy III kategorii[5] (przy moście na Nysie Łużyckiej).

Obsady PPK Gubin faktycznie rozmieszczone zostały w Gubinie w koszarach przy ul. Wyzwolenia.
Jesienią 1946 przeprowadzono reorganizację jednostek WOP. Gubiński kolejowy PPK podniesiono do kategorii B według etatu 7/11 o stanie 33 wojskowych i 2 kontraktowych. Wiosną 1947 nastąpiła kolejna reorganizacja WOP. Drogowy PPK Gubin został przeniesiony do Krosna Odrzańskiego i rozpoczął wypełniać rolę rzecznego przejściowego punktu kontrolnego. Kolejowy PPK nr 4 kategorii B pozostał przy poprzednim stanie 33 wojskowych 2 kontraktowych. Latem 1947 przejściowe punkty kontrolne przemianowano na graniczne placówki kontrolne. W Gubinie pozostała kolejowa Graniczna Placówka Kontrolna nr 5.
W 1948 placówka w Gubinie przyjęła nazwę Granicznej Placówki Kontrolnej Ochrony Pogranicza nr 5 kategorii B. Stacjonowała przy ulicy Wyzwolenia. 
W 1948 Graniczna Placówka Kontrolna nr 5 „Gubin” (kolejowa) podlegała 10 Brygadzie Ochrony Pogranicza.
1 lipca 1965 WOP podporządkowano Ministerstwu Obrony Narodowej, Dowództwo WOP przeformowano na Szefostwo WOP z podległością Głównemu Inspektoratowi Obrony Terytorialnej. Do Ministerstwa Spraw Wewnętrznych odeszła cała kontrola ruchu granicznego oraz ochrona GPK. Tym samym naruszono jednolity system ochrony granicy państwowej. GPK Gubin weszła w podporządkowanie Wydziału Kontroli Ruchu Granicznego Komendy Wojewódzkiej Milicji Obywatelskiej, kontrolę graniczną wykonywali funkcjonariusze Milicji Obywatelskiej podlegli MSW.
1 października 1971 WOP został podporządkowany pod względem operacyjnym, a od 1 stycznia 1972 pod względem gospodarczym MSW. Do WOP powrócił cały pion kontroli ruchu granicznego wraz z przejściami. Przywrócono jednolity system ochrony granicy państwowej. GPK Gubin podlegała bezpośrednio pod sztab 9 Lubuskiej Brygady WOP w Krośnie Odrzańskim. Po rozformowaniu Lubuskiej Brygady WOP, 1 listopada 1989 GPK Gubin została włączona w struktury Łużyckiej Brygady WOP w Lubaniu Śląskim i tak funkcjonowała do 15 maja 1991 .
Straż Graniczna:
15 maja 1991 po rozwiązaniu Wojsk Ochrony Pogranicza, 16 maja 1991 Graniczna Placówka Kontrolna Gubin została przejęta przez Lubuski Oddział Straży Granicznej w Krośnie Odrzańskim i przyjęła nazwę Graniczna Placówka Kontrolna Straży Granicznej w Gubinie (GPK SG w Gubinie).

## Ochrona granicy
- 1972 – 18 lutego przedstawiciele organów granicznych i celnych PRL i NRD podpisali protokół o wprowadzeniu wspólnej kontroli granicznej i celnej na przejściach granicznych: Słubice-Frankfurt, Gubin-Wilhelm Pieck-Stad Guben. Postanowienia o wspólnej kontroli granicznej rozciągnięto później na pozostałe przejścia na granicy zachodniej[15].

### Podległe przejścia graniczne
Stan z 1997
- Gubin-Guben (kolejowe)
- Gubin-Guben (drogowe).

## Wydarzenia
- 13 grudnia 1981–22 lipca 1983 – (stan wojenny w Polsce), po wprowadzeniu ograniczeń w ruchu granicznym część niewykorzystanej kadry GPK przerzucono do strażnic w celu wspomożenia bezpośredniej ochrony granicy. W stan gotowości były postawione pododdziały odwodowe[17].

## Dowódcy/komendanci granicznej placówki kontrolnej
- por. Stefan Zalewski (3.12.1945–1946)
- kpt. Antoni Januszkiewicz
- mjr Bronisław Małek[18]
- ppłk Mikołaj Gaczyński[19]
- mjr Stanisław Przywara[18][20]
- ppłk Józef Arseniuk[19] (14.07.1973–był 31.07.1990)[21]
- kpt. Władysław Janiszewski[18]
- por. Aleksander Żywiecki[18]
- ppłk Bogusław Jarosz[19].